# Çankaya
Çankaya é um distrito da capital turca, Ancara e uma cidade da Província de Ancara, situada na Região da Anatólia Central no oeste da Turquia.  A cidade possui uma população de 769 331 habitantes podendo chegar a 2 milhões durante o dia.